# Замок Гербеде
Замок Гербеде (нем. Haus Herbede) — укреплённая усадьба в Рурской долине, расположенная в одноимённом районе вестфальского города Виттен; начало строительства относилось в XI веку, в течение XIV века первоначально деревянный дом был укреплен, став каменным и будучи дополнен башней. Сегодня используется в качестве места для проведения мероприятий, включая свадьбы и художественные выставки; является памятником архитектуры.

## История и описание
Начало строительства замка Гербеде относится к XI веку; в 1225—1227 усадьба принадлежала Арнольду фон Дидингхофену, который получил её в управление и феодальное владение от монастыря Кауфунген. С 1311 года дом был заселен семьей Эльверфельдт, члены которой управляли им как министериалы (бургманы). В течение XIV века усадьба была укреплена, а её деревянные здания заменил каменным дом с башней.
Около 1500 года Гербеде сильно пострадал от масштабного пожара. Исследования 1980-х годов обнаружили в его подвале множество видов инвентаря, а также — оружие и доспехи; исследователи предположили, что они провалились сквозь сгоревший пол и не были подняты впоследствии. В 1540 году был расширен пристройкой, связанной с уже существовавшим основным корпусом в 1563 году: таким образом замок получил центральный внутренний двор. К владениям лордов Герберде с 1869 года относился и Дом на Руре. Протестантская линия рода Эльферфельдт владела всем этим обширным имуществом до своего исчезновения в 1889 году, после чего оно последовательно перешло по наследству к семьям Райнбабен и Гемминген.
После того, как Гербеде использовался в XX веке в качестве дома для сотрудников соседней металлургической компании, он все больше приходил в упадок. В 1985 году замок перешёл в собственность центра отдыха «Kemnade GmbH», уже владевшей рекреационными объектами на берегу соседнего озера. Компания отремонтировала здания и превратила их в общественно-культурный центр — место для проведения мероприятий, включая свадьбы и художественные выставки. Открытые площадки и внутренний двор находятся в свободном доступе.